# ルビナ・クラオカ
ルビナ・クラオカ（Rubina Kuraoka、倉岡ルビナ 、1987年10月17日 - ）は、ドイツ女優、声優である。

## 出演作品

### 映画
- 愛しのベス・クーパー
- アイ・カーリー / iCarly (Carly Shay)

### 日本のアニメ
- ローゼンメイデン（雛苺）
- 魔法少女まどか☆マギカ（キュゥべえ）
- 黒執事
- ヴァンパイア騎士（遠矢 莉磨）
- 魔法先生ネギま!（ネギ･スプリングフィールド）
- エア・ギア（野山野 林檎）
- これが私の御主人様（沢渡いずみ）
- エルフェンリート
- 時をかける少女（藤谷果穂）
- 天使禁猟区（無道紗羅）
- 彼氏彼女の事情（宮沢雪野）
- 遊☆戯☆王
- 機動戦士ガンダムSEED（カガリ）